# Breda apicalis
Breda apicalis är en spindelart som beskrevs av Simon 1901. Breda apicalis ingår i släktet Breda och familjen hoppspindlar. Inga underarter finns listade.